# Стшельна
Стшельна (пол. Strzelna) — село в Польщі, у гміні Єжув Бжезінського повіту Лодзинського воєводства.
Населення — 103 особи (2011).
У 1975-1998 роках село належало до Скерневицького воєводства.

## Демографія
Демографічна структура станом на 31 березня 2011 року:
|          | Загалом | Допрацездатний вік | Працездатний вік | Постпрацездатний вік |
| -------- | ------- | ------------------ | ---------------- | -------------------- |
| Чоловіки | 53      | 13                 | 34               | 6                    |
| Жінки    | 50      | 10                 | 29               | 11                   |
| Разом    | 103     | 23                 | 63               | 17                   |